# シェーン・カール

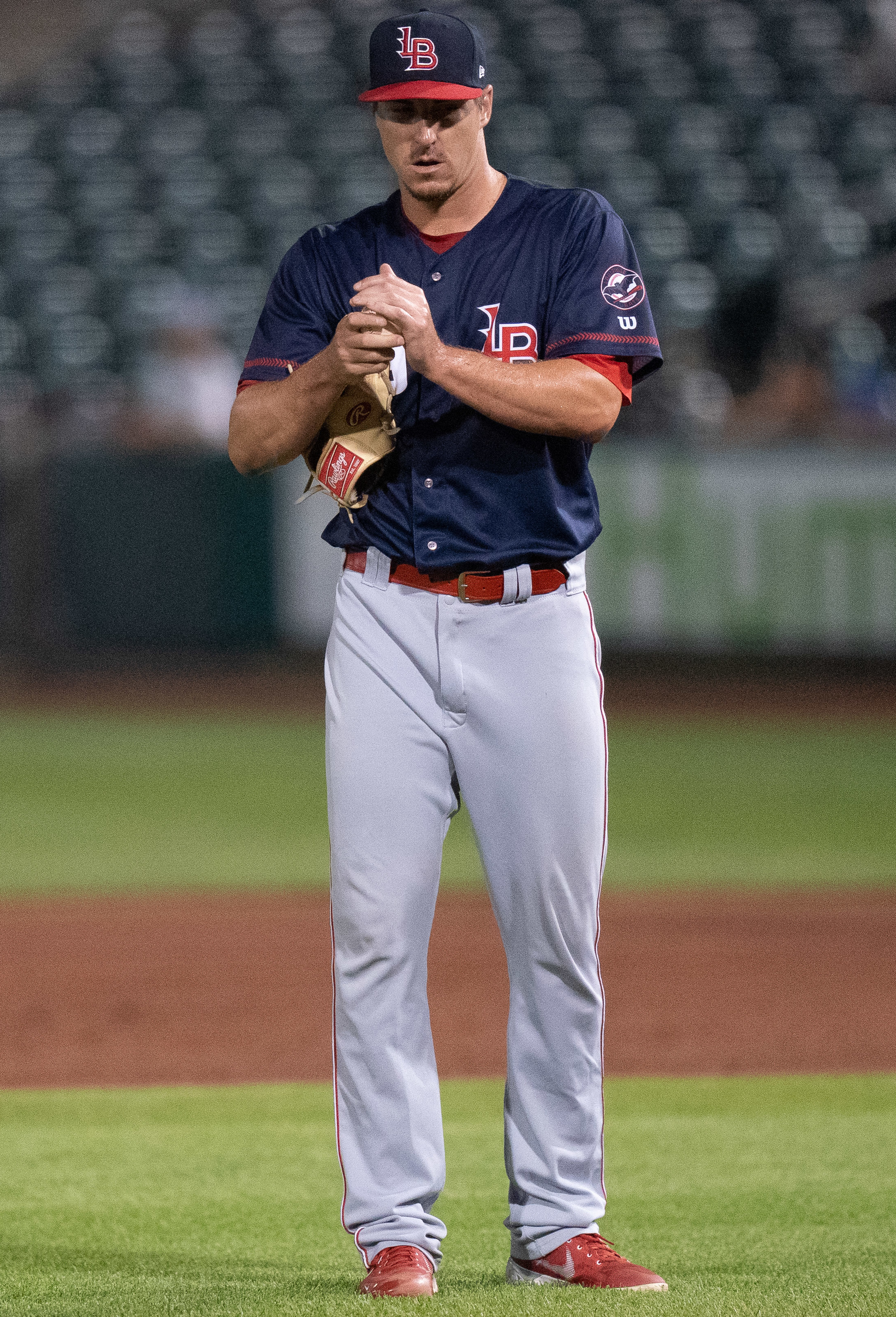

シェーン・テイラー・カール（Shane Taylor Carle, 1991年8月30日 - ）は、アメリカ合衆国カリフォルニア州サンタクルーズ郡サンタクルーズ出身のプロ野球選手（投手）。右投右打。MLBのアリゾナ・ダイヤモンドバックス傘下所属。

## 経歴

### プロ入りとパイレーツ傘下時代
2013年のMLBドラフト10巡目（全体299位）でピッツバーグ・パイレーツから指名され、プロ入り。契約後、傘下のA-級ジェームズタウン・ジャマーズでプロデビュー。14試合（先発4試合）に登板して1勝0敗1セーブ、防御率2.15、43奪三振を記録した。
2014年はA級ウェストバージニア・パワーとA+級ブレイデントン・マローダーズでプレーし、2球団合計で27試合（先発23試合）に登板して4勝8敗、防御率3.67、83奪三振を記録した。

### ロッキーズ時代
2014年11月11日にロブ・スケーヒルとのトレードで、コロラド・ロッキーズへ移籍した。
2015年はAA級ニューブリテン・ロックキャッツとAAA級アルバカーキ・アイソトープスでプレーし、27試合に先発登板して14勝8敗、防御率3.68、103奪三振を記録した。
2016年はAAA級アルバカーキでプレーし、27試合（先発19試合）に登板して5勝8敗、防御率5.42、88奪三振を記録した。オフにはアリゾナ・フォールリーグに参加し、ソルトリバー・ラフターズに所属した。11月18日にはルール・ファイブ・ドラフトでの流出を防ぐために40人枠入りした。
2017年4月14日のサンフランシスコ・ジャイアンツ戦でメジャーデビュー。この年メジャーでは3試合に登板して防御率6.75、4奪三振を記録した。

### ブレーブス時代
2018年1月4日にウェイバー公示を経てパイレーツへ移籍したが、16日に金銭トレードで、アトランタ・ブレーブスへ移籍した。シーズンでは開幕ロースター入りし、最終的に53試合に登板して4勝1敗1セーブ、防御率2.86、43奪三振を記録した。
2019年7月24日にDFAとなった。

### レンジャーズ傘下時代
2019年7月25日に金銭トレードで、テキサス・レンジャーズへ移籍した。移籍後は傘下のAAA級ナッシュビル・サウンズでプレーしていたが、8月23日にDFAとなり、25日にマイナー契約となった（そのままAAA級ナッシュビルへ配属。）。

## 投球スタイル
右打者にはスライダー、左打者にはチェンジアップを武器としている。

## 詳細情報

### 年度別投手成績
| 年 度    | 球 団    | 登 板 | 先 発 | 完 投 | 完 封 | 無 四 球 | 勝 利 | 敗 戦 | セ 丨 ブ | ホ 丨 ル ド | 勝 率 | 打 者 | 投 球 回 | 被 安 打 | 被 本 塁 打 | 与 四 球 | 敬 遠 | 与 死 球 | 奪 三 振 | 暴 投 | ボ 丨 ク | 失 点 | 自 責 点 | 防 御 率 | W H I P |
| -------- | -------- | ----- | ----- | ----- | ----- | -------- | ----- | ----- | -------- | ----------- | ----- | ----- | -------- | -------- | ----------- | -------- | ----- | -------- | -------- | ----- | -------- | ----- | -------- | -------- | ------- |
| 2017     | COL      | 3     | 0     | 0     | 0     | 0        | 0     | 0     | 0        | 0           | ----  | 19    | 4.0      | 6        | 1           | 0        | 0     | 0        | 4        | 1     | 0        | 3     | 3        | 6.75     | 1.50    |
| 2018     | ATL      | 53    | 0     | 0     | 0     | 0        | 4     | 1     | 1        | 14          | .800  | 259   | 63.0     | 50       | 2           | 27       | 7     | 1        | 43       | 2     | 0        | 22    | 20       | 2.86     | 1.22    |
| 2019     | ATL      | 6     | 0     | 0     | 0     | 0        | 0     | 0     | 0        | 0           | ----  | 49    | 9.1      | 11       | 3           | 9        | 2     | 3        | 6        | 0     | 0        | 10    | 10       | 9.64     | 2.14    |
| MLB：3年 | MLB：3年 | 62    | 0     | 0     | 0     | 0        | 4     | 1     | 1        | 14          | .800  | 327   | 76.1     | 67       | 6           | 36       | 9     | 4        | 53       | 3     | 0        | 35    | 33       | 3.89     | 1.35    |

- 2021年度シーズン終了時

### 背番号
- 29（2017年）
- 51（2018年 - 2019年）